# Disc de Benham

Animació d'un disc de Benham.

Exemple d'un disc de Benham.

El disc de Benham o baldufa de Benham és un disc amb un patró en blanc i negre igual o similar al mostrat en la imatge, que en girar a gran velocitat produeix una il·lusió òptica anomenada Efecte de color de Fechner, pel qual s'arriben a veure arcs de colors pàl·lids parpellejant a diferents parts del disc. Aquests són anomenats colors parpellejants induïts per patrons, o colors de Fechner, en honor del seu descobridor Gustav Fechner.
El disc fou nomenat així en honor del periodista, científic aficionat i inventor de joguines Charles Benham, qui l'any 1894 va crear una baldufa pintada amb el patró mostrat, al com va cridar la «baldufa d'espectre artificial». Benham es va motivar a propagar aquest efecte per mitjà de la seva baldufa després de la seva correspondència amb el mateix Gustav Fechner, la qual es va convertir en el referent per a la creació d'aquesta il·lusió òptica, creant-se posteriorment lleugeres variacions en el patró del disc.
El fenomen no és comprès del tot. Un possible motiu pel qual es veuen colors poden ser les diferents velocitats a les que reaccionen els tres tipus de receptors de colors de l'ull humà. En veure centellejos de negre i blanc, els receptors descansen i s'activen respectivament. Per poder percebre el color blanc, han d'activar-se els 3 tipus de receptors, els que perceben el blau, el verd i el vermell, simultàniament. Si els 3 s'activen a velocitats diferents, es genera la il·lusió de color. La freqüència de rotació òptima per percebre colors va de 4 a 6 Hertz.
Tampoc es pot explicar encara de mode concloent que tothom sotmès a l'experiment vegi el o els mateixos colors. Aquest color/colors també sembla variar segons la direcció de rotació. El disc i altres colors parpellejants induïts per patrons gràfics s'han investigat com una eina en el diagnòstic de malalties oculars i de la vista.